# سن خوزه، شهرستان ریو آریبا، نیومکزیکو
سن خوزه (به انگلیسی: San Jose) یک منطقهٔ مسکونی در ایالات متحده آمریکا است که در شهرستان ریو آریبا، نیومکزیکو واقع شده‌است. سن خوزه ۶۹۵ نفر جمعیت دارد و ۱٬۷۲۹٫۱۵ متر بالاتر از سطح دریا واقع شده‌است.